# Fight Club (roman)
Pour les articles homonymes, voir Fight Club.
Fight Club (titre original : Fight Club) est un roman de Chuck Palahniuk publié en 1996 dans lequel le héros fonde un club de combat afin d'évacuer son mal-être. Un film tiré du roman a été adapté en 1999 par David Fincher : Fight Club.

## Résumé
Le narrateur est un homme insomniaque, jeune cadre dans une société automobile américaine, qui ne demande qu'une chose : sortir de son quotidien monotone. Au début, le narrateur incarne parfaitement l'individu lambda de la société de consommation, garde robe remplie de marques de luxe, appartement meublé par une panoplie de meubles suédois ; avec ceci, le narrateur se considère a priori comme « complet ». Puis il rencontre Tyler Durden, avec lequel il fonde le « Fight Club » après avoir perdu son appartement, incendié en réalité par ce même Tyler Durden. Le « Fight Club » est un club de combat clandestin où des jeunes se battent pour évacuer leur malaise. Le « Fight Club » permet de s'extirper de son quotidien monotone et de revendiquer sa propre existence, en cessant d'être docile et en ressentant la douleur des coups sans avoir peur. Peu à peu, Tyler Durden crée d'autres clubs à travers les États-Unis. Il rencontre aussi Marla Singer, une toxicomane suicidaire.
Plus Tard, Tyler Durden crée un nouveau projet nommé le Projet Chaos, ce projet va conduire chacun de ses membres vers l'auto destruction la plus totale.
Les membres du Project Chaos sont en majorité pour ne pas dire en totalité des membres du Fight Club.
Le roman se termine sur la tentative de destructions du musée national en faisant exploser un gratte-ciel situé à côté.

## Thèmes abordés
Le roman critique la société de consommation, la mondialisation, les contradictions sexuelles, idéologiques et physiques. Le roman dénonce aussi l'aliénation des hommes dans une société américaine des années 1990, contraints de suivre les ordres d'un petit patron, perdant toutes possibilités de réflexion personnelle et d'initiative. Celles-ci sont tellement flagrantes que la seule solution pour les surmonter est de vivre un trouble dissociatif de l'identité dans laquelle l'individu joue le rôle de deux personnalités afin d'atteindre un certain équilibre psychologique.

## Adaptation
Le livre connaît une adaptation au cinéma réalisée par David Fincher, avec Brad Pitt et Edward Norton. Le roman est beaucoup plus violent et décousu que le film, les ellipses et les flashbacks y sont nombreux. Aussi, la recette de la bombe a été changée pour le film.

## Postérité

### Éditions ultérieures et suites
Une édition accompagnée d'un épilogue est parue en 2006.
Deux films sous forme de comics sont sorties : Fight Club 2 (2016) scénarisé par Chuck Palahniuk et dessiné par Cameron Stewart aux éditions Dark Horse Comics et Fight Club 3 (2019).

### Paper Street Soap Co.

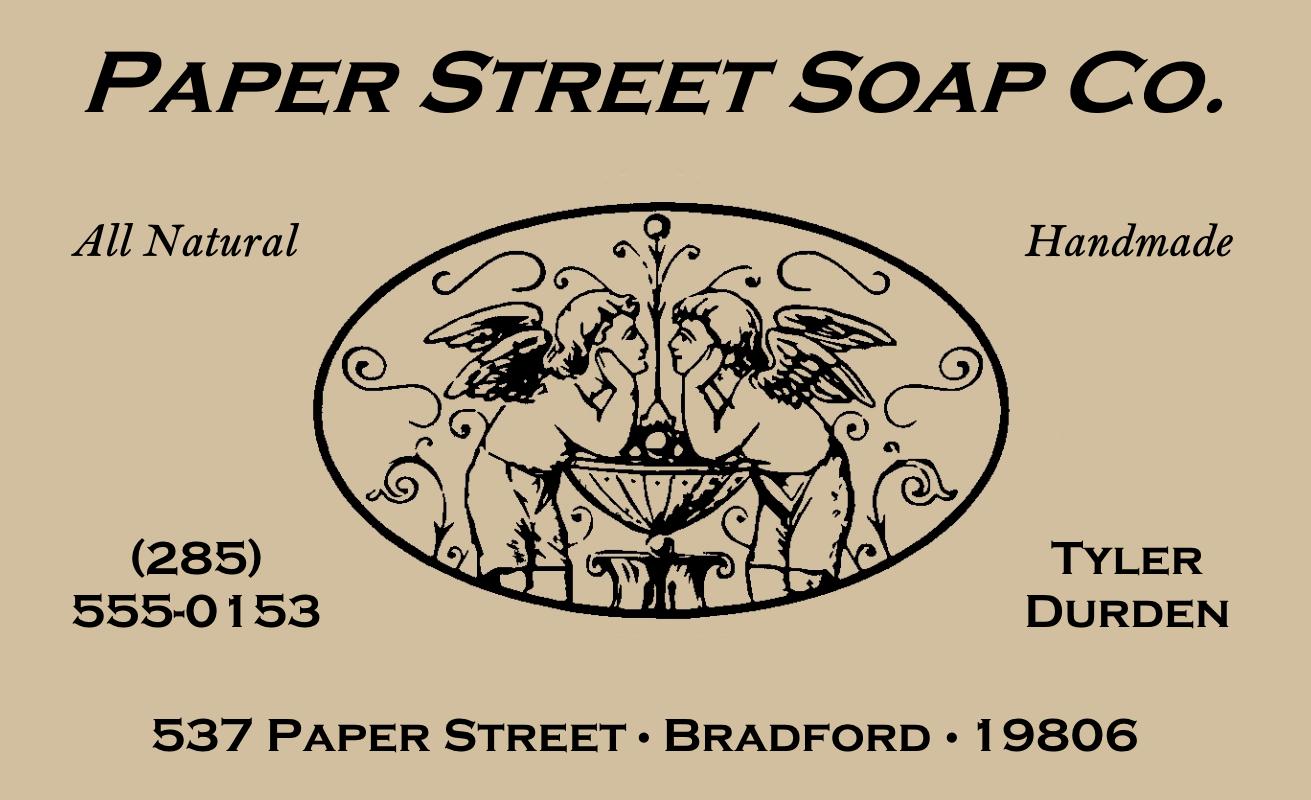
Carte de visite de Tyler Durden

Paper Street Soap Co est l'entreprise de fiction créée par Tyler Durden. Paper Street est une allusion à des 
entrées fictives sur des cartes géographiques, sous forme de canulars récurrents.

#### Utilisation dans le roman
Tyler Durden créé et utilise la Paper Street Soap Corporation comme une entreprise anarchique et capitaliste qui produit du savon à partir de graisse humaine volée dans les bennes à ordures des cliniques de liposuccion. Le savon est ensuite vendu par Tyler Durden à des détaillants, en particulier à des grands magasins, positionnant son produit comme étant haut de gamme. L'argent gagné grâce à ces ventes sert d'abord de revenu d'appoint à Tyler, qui travaille également en tant que projectionniste et serveur à temps partiel. La vente de savon devient plus tard sa seule source de revenus lorsque les membres de son Fight Club deviennent des ouvriers dévoués de sa savonnerie. La production de savon devient alors une entreprise à plein temps qui tourne 24/7, et qui permet de loger et nourrir les membres du club pour financer les insurrections tactiques pour mener à bien le « Projet Chaos ».

#### Impact culturel
De nombreuses pages web ont été créées sous ce nom pour rendre hommage à l'entreprise de fiction, à son histoire, et vendent aussi des t-shirt au nom de la société ou avec des citations extraites du film. Une société New-Yorkaise a choisi ce nom pour vendre des produits de soins personnels certifiés bio, ainsi qu'un spray anti-moustique biologique.
Une salle de boxe thai française située à Schiltigheim en Alsace porte le nom Paper Street Soap Co. en hommage au film.